# Phyllomedusa ayeaye
Phyllomedusa ayeaye là một loài ếch thuộc họ Nhái bén.
Đây là loài đặc hữu của Brasil.
Môi trường sống tự nhiên của chúng là vùng cây bụi ẩm khu vực nhiệt đới hoặc cận nhiệt đới, sông ngòi, và đầm nước ngọt.
Chúng hiện đang bị đe dọa vì mất môi trường sống.